# Croton sulcifructus
Espèce
Classification APG II (2003)
Statut de conservation UICN

 VU D2 : Vulnérable
Croton sulcifructus est une espèce de plantes à fleurs du genre Croton et de la famille des Euphorbiaceae, présente à Socotra (Haghier).